# Chassalia moramangensis
Chassalia moramangensis är en måreväxtart som beskrevs av Cornelis Eliza Bertus Bremekamp. Chassalia moramangensis ingår i släktet Chassalia och familjen måreväxter. Inga underarter finns listade i Catalogue of Life.